# История почты и почтовых марок Палау
История почты и почтовых марок Палау описывает развитие почтовой связи в Республике Палау, островном государстве, ассоциированном с США, в Филиппинском море Тихого океана, расположенном в 800 км к востоку от Филиппин и к северу от Индонезии и занимающем самую западную часть Каролинских островов, со столицей в Нгерулмуде.

## Развитие почты
После приобретения Германской империей Каролинских островов у Испании в 1899 году там было открыто первое почтовое отделение, где использовались немецкие почтовые марки с надписью нем. «Karolinen».

## Выпуски почтовых марок

### До обретения независимости
На островах сначала использовались немецкие колониальные выпуски для Каролинских островов, а затем почтовые марки Японии с 1914 по 1944 год. Палау стало частью управляемой США подопечной территории Тихоокеанские острова в 1947 году, и там в обращении до 1983 года были почтовые марки США.

### Независимость
Первая почтовая марка Палау была выпущена в 1983 году после обретения почтовой независимости. Надпись на почтовых марках Палау — англ. «Palau».
На выпускавшихся с 1983 года почтовых марках представлена как национальная тематика, так и темы, нацеленные на филателистический рынок.

### Двухсотлетие путешествия капитана Уилсона
Создание этих необычных посвящённых двухсотлетию открытия островов почтовых марок вдохновила книга Джорджа Кити (George Keate) XVIII века («Account of the Pelew Islands» («Рассказ об островах Пелеу»). Исследования Полли Чианчоло (Polly Cianciolo) привели к обнаружению редкой книги Джорджа Кити, в которой изображено множество сцен Палау, относящихся ко времени открытия островов. Сюжет почтовых марок рассказывает историю случайного открытия островов 9 августа 1783 года, когда английский капитан Уилсон потерпел кораблекрушение на пакетботе Ост-Индской компании «Антилопа».
Крушение «Антилопы» у берегов Палау привело к первой зафиксированной встрече, продолжительной и гармоничной, палауанцев и европейцев. Этому открытию посвящена первая серия почтовых марок Палау. Дизайн выпущенной в 1983 году серии полосок, состоящей из двух блоков по четыре марки, был разработан нью-йоркским дизайнером Розмари Де Фильо (Rosemary De Figlio), серия была отпечатана сертифицированной типографией House of Questa в Великобритании. Художница использовала подборку гравюр из изданной в XVIII веке книги Кити «Account of the Pelew Islands». Де Фильо также проиллюстрировала камею с изображением «Антилопы», которая присутствует на каждой из 8 оригинальных почтовых марок. История открытия Палау подробно изложена в статье Барбары Ласт (Barbara Last), опубликованной 15 декабря 1983 года в британском филателистическом еженедельнике «Стэмп Коллектинг» («Stamp Collecting») под названием «Путешествие капитана Уилсона» («Captain Wilson’s Voyage»). На обложке издания помещены цветные изображения некоторых марок. Серия полосок почтовых марок получила положительные отзывы со всего мира.
Кроме того, были подготовлены два оригинальных почтовых штемпеля первого дня — г. Корор, Республика Палау 12 июня 1984 года и 19 июня 1984 года с изображением «Антилопы». Оба штемпеля были разработаны и проиллюстрированы Розмари Де Фильо.